# ألتو (بيدمونت)
ألتو هي بلدية في مقاطعة كونيو في منطقة بيدمونت بشمال إيطاليا، وتقع على بعد حوالي 110 كيلومتر (68 ميل) جنوب تورينو وحوالي 45 كيلومتر (28 ميل) جنوب شرق كونيو.
تحدّ ألتو البلديات التالية: أكويلا دي أروشيا وكابراونا وناسينو وأورميا.